# Ouattara Watts
Ouattara Watts (ur. 1957 w Abidżanie) – iworyjski malarz.

## Życiorys
Watts urodził się w 1957 roku w Abidżanie, tam się także wychował. W 1977 roku wyjechał do Francji, by studiować sztukę i poznać środowisko artystów; w rezultacie skończył École nationale supérieure des beaux-arts w Paryżu. Po studiach nadeszły trudności ze znalezieniem galerii, która by reprezentowała Wattsa: choć artysta zdobył wykształcenie artystyczne we Francji, francuscy kuratorzy odrzucali jego prace, tłumacząc, że nie znają się na afrykańskiej sztuce. Jednym z pierwszych kolekcjonerów prac Wattsa, dzięki którym artysta mógł się w tamtym okresie utrzymać, był Claude Picasso, syn Pabla. W 1988 roku Watts poznał Jean-Michela Basquiata, gdy ten otwierał swoją wystawę w Paryżu. Zaintrygowany pracami Wattsa, Basquiat zaproponował artyście wystawę w Nowym Jorku. Tego samego roku Watts przeniósł się do Nowego Jorku, w którym tworzy do dziś. Dzięki krótkiej, ale intensywnej przyjaźni z Basquiatem, Watts stał się pierwszym afrykańskim artystą, który przeniknął w elitarne kręgi sztuki współczesnej Nowego Jorku.

## Twórczość
Twórczość Wattsa bywa często zaliczana do neoekspresjonizmu. W swojej praktyce artystycznej łączy elementy afrykańskiej mistyki i symbolizmu z nowojorskimi i paryskimi wpływami. Czerpie z kosmologii Afryki Zachodniej, w szczególności z tradycji Senufów (z których się wywodzi) i Dogonów. Symbolizm i nasycone kolory ziemi widoczne w pracach Wattsa wskazują na bezpośrednią znajomość rytuałów związanych z wróżeniem, leczeniem oraz inicjacją.
Watts brał udział w licznych wystawach zbiorowych, m.in. w Biennale w Wenecji (1993), biennale Whitney Museum of American Art (2002), 11. edycji documenta w Kassel (2002), czy Biennale w Pekinie (2005). Obok Christiana Lattiera i Frédérica Bruly Bouabré, był jednym z trzech iworyjskich artystów, których prace pokazano podczas podróżującej wystawy zbiorowej The Short Century: Independence and Liberation Movements in Africa, 1945–1994, prezentowaną w Museum of Modern Art w Nowym Jorku (2002), a także w muzeach w Monachium, Berlinie i Chicago. Jego wystawy indywidualne odbyły się m.in. w różnych miastach Francji, Japonii, Włoch i Stanów Zjednoczonych.